# Sicalis
O gênero Sicalis — conhecidos como canários — pertencem à família Thraupidae (ou segundo outros à Emberizidae) e englobam um grupo de espécies de plumagem predominantemente amarela que habita áreas abertas e forrageia por alimentos no solo, por vezes formando numerosos bandos na estação não reprodutiva.

## Distribuição
O gênero foi subdividido em dois grupos: (I) encontrado na parte árida do oceano Pacífico e/ou terras baixas da América do Sul, composto pelas espécies S. citrina, S. raimondii, S. columbiana, S. flaveola, S. luteola e S. taczanowskii; e (II), nos Andes ou Patagônia, representado pelas espécies S. lutea, S. uropygialis, S. luteocephala, S. auriventris, S. olivascens e S. lebruni. Além disso, Sicalis flaveola foi introduzido no Havaí, Panamá, Porto Rico e Jamaica.

## Hábitos
Nidificam em orifícios e algumas espécies também em semi-colônia. A identificação individual das espécies pode ser difícil devido à variação de plumagem indistinta dos jovens, entretanto se torna possível quando estão em bando, pois sempre existem adultos característicos entre eles.

## Sistemática
- espécie Sicalis citrina
- espécie Sicalis lutea
- espécie Sicalis uropygialis
- espécie Sicalis luteocephala
- espécie Sicalis auriventris
- espécie Sicalis olivascens
- espécie Sicalis lebruni
- espécie Sicalis columbiana
- espécie Sicalis flaveola
- espécie Sicalis luteola
- espécie Sicalis raimondii
- espécie Sicalis taczanowskii

## Galeria

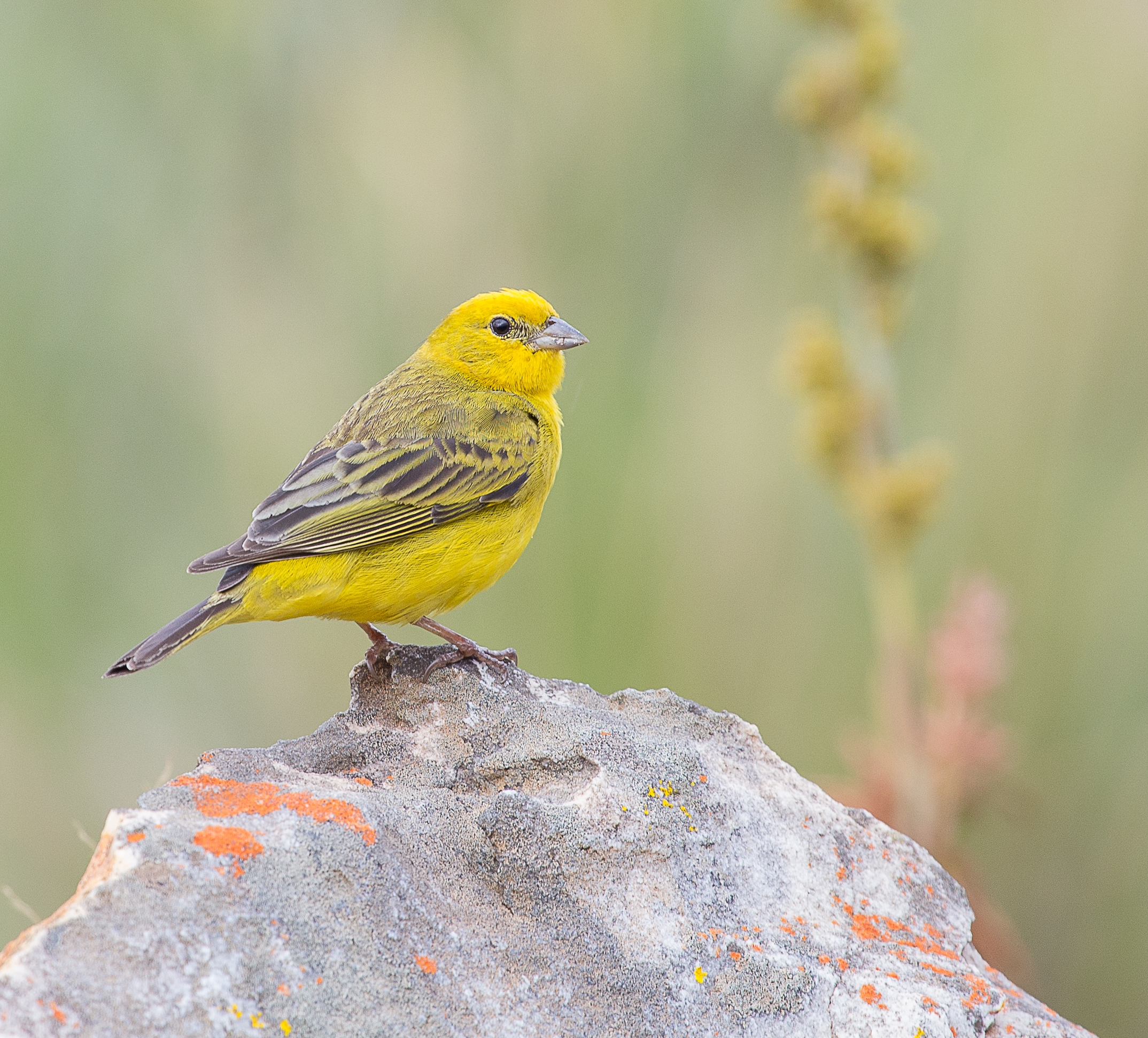
Sicalis citrina (macho)
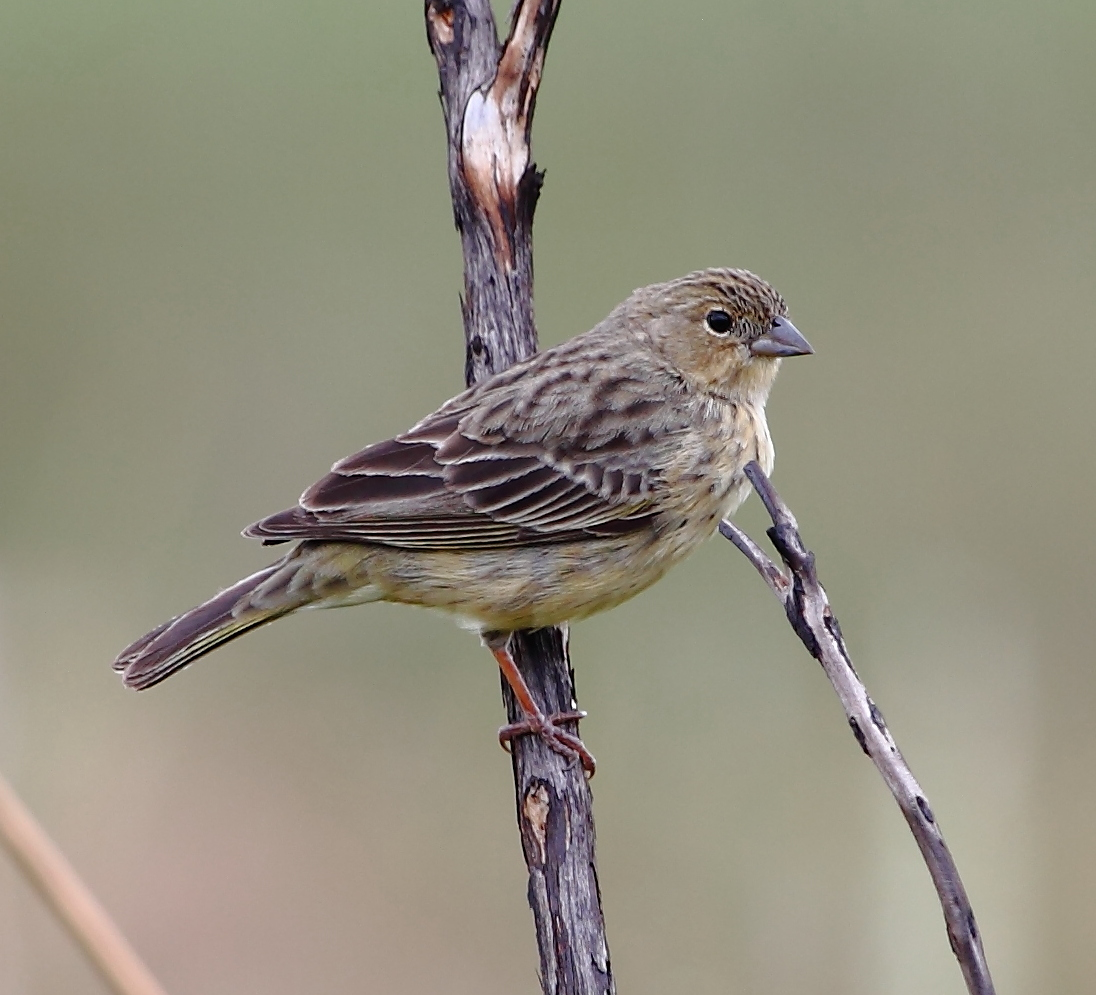
Sicalis citrina (fêmea)
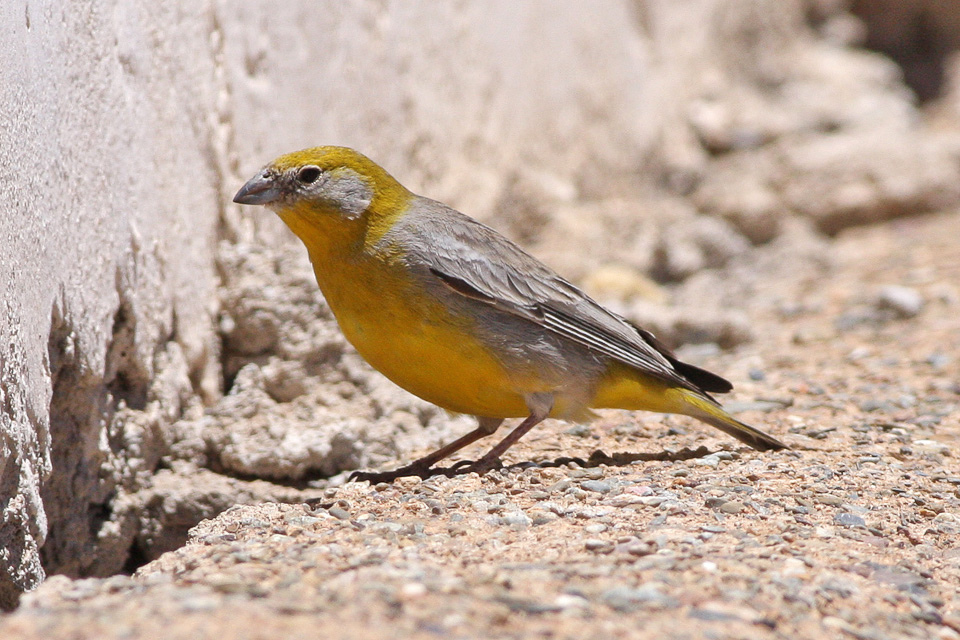
Sicalis uropigyalis
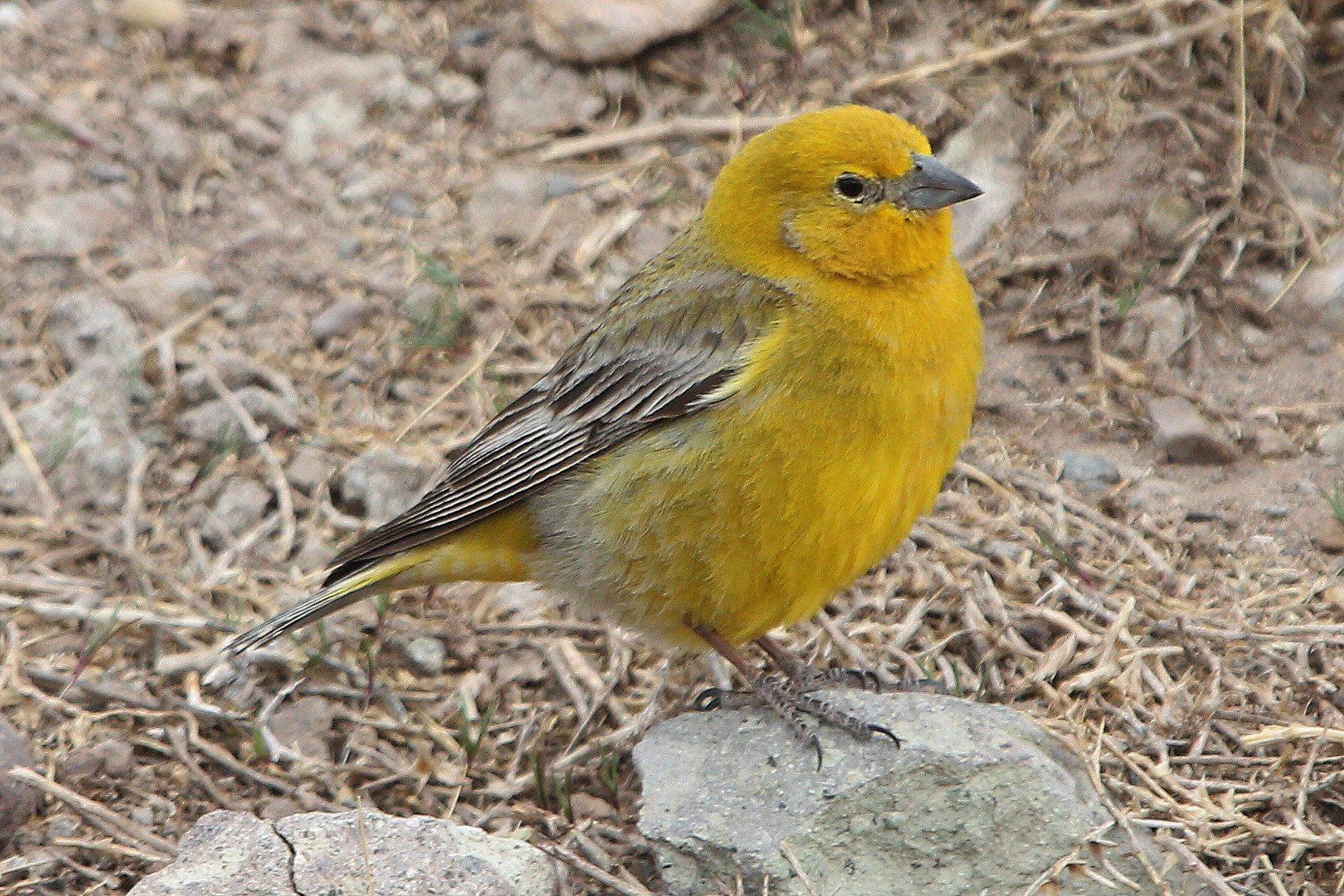
Sicalis auriventris
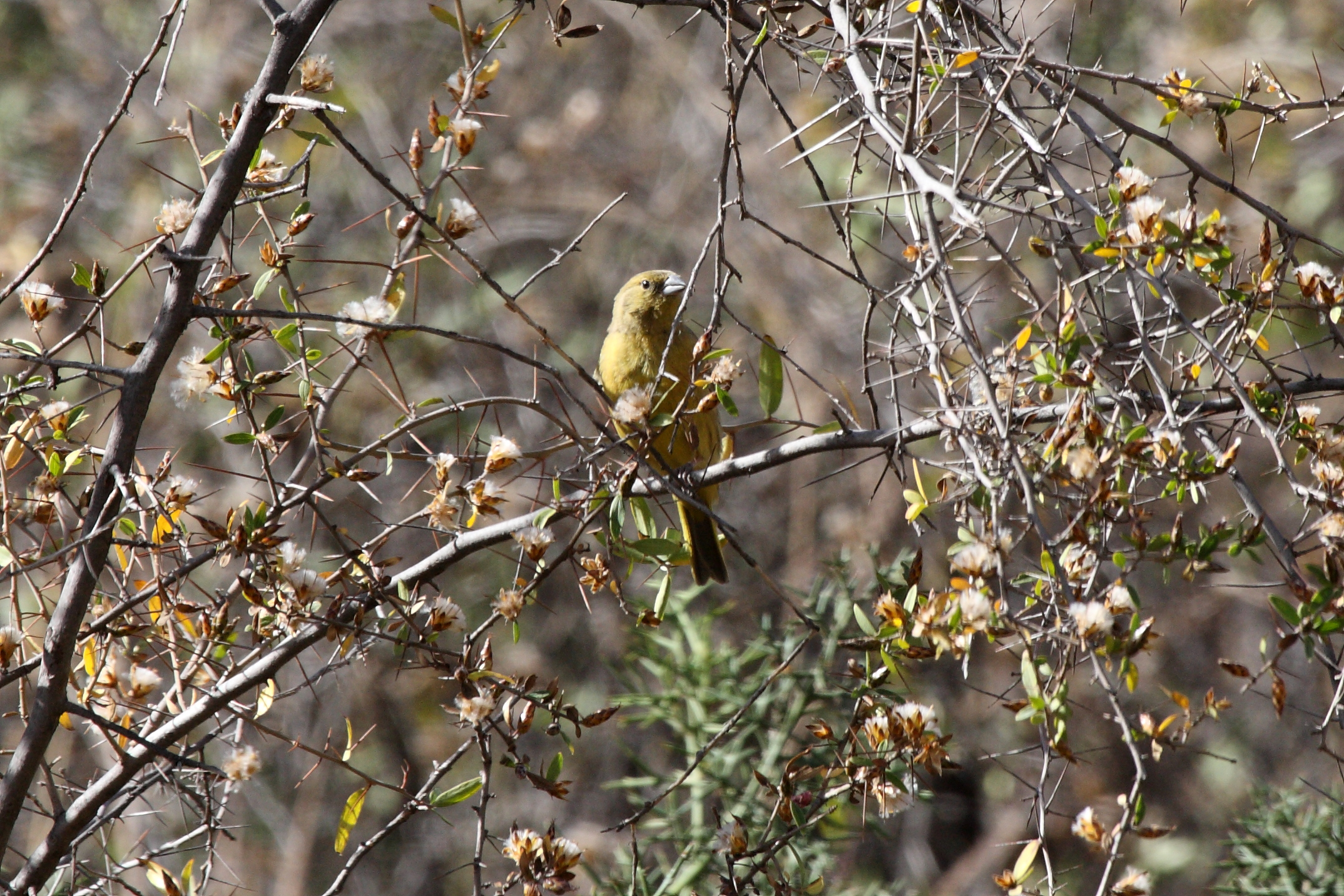
Sicalis olivascens